# Trouwjurk van Diana Spencer
De trouwjurk van Diana Spencer is een ivoorkleurige jurk uit tafzijde en antieke kant. De jurk werd voor het eerst gedragen tijdens de huwelijk van Prins Charles en Lady Diana in de St Paul's Cathedral op 29 juli 1981. Het werd een van de beroemdste jurken ter wereld.

## Ontwerp
In 1981 vroeg Diana de ontwerpers Elizabeth en David Emanuel haar bruidsjurk te ontwerpen. De jurk uit zijde was bezaaid met parels, antieke kant en pailletten. De jurk kostte ongeveer £150,000 (≈ €170.000).